# Османская Сирия

Османская Сирия к 1900 году

Османская Сирия обозначает период истории Сирии в составе Османской империи с 1517 по 1918 год.
До османской экспансии территория Сирии входила в состав Мамлюкского султаната в центром в Каире. В 1516 году османский султан Селим I нанес поражение мамлюкам в окрестностях Алеппо и установил контроль над регионом. Административно Сирия (Шам) представляла собой провинцию (эялет) и делилась на ряд санджаков. В 1549 году Алеппо был выделен в отдельную провинцию. Затем в приморской зоне был образован эялет Триполи.
В XVIII веке на территории Сирии проявил себя османский правитель боснийского происхождения Джаззар-паша, который успешно противостоял как арабскому сепаратизму, так и интервенциям европейских держав.
В 1839 году в Османской империи началась модернизация, получившая название Танзимат. Европейские миссионеры получили возможность влиять на умы местных христиан посредством системы школ. Активно начинает изучаться французский язык
После Крымской войны 1853—1855 года влияние европейских стран на Османскую империю возросло. Французские банки предоставили Османской империи крупные займы. Французские компании получили многочисленные концессии, стали вкладывать средства в сирийские порты, железные и автомобильные дороги, в городах возникла французская диаспора. Многие обеспеченные сирийские семьи стали отправлять своих детей на учебу в европейские университеты.
В 1860 год омрачился резней христиан друзами в западной Сирии, которая привела к французской интервенции.
В ходе реформ 1864 года территория Сирии была разделена на три вилайета: собственно Сирия (с центром в Дамаске), Алеппо и Бейрут (включал Латакию). В 1872 году Иерусалим был выделен из Сирии в самостоятельную административную единицу.
В 1900 году было начато строительство железной дороги, которая соединяла Дамаск и Медину. Длина дороги превышала 1000 километров. Строились и другие железнодорожные магистрали. Параллельно шло развитие телеграфного сообщения. В 1906 году в Алеппо из Хамы прибыл первый локомотив.